# Копърмайн
Копърмайн (Меднорудна река) (на английски: Coppermine River) е река в северна Канада, Северозападни територии и територия Нунавут, вливаща се в залива Коронейшън на Северния ледовит океан. Дължината ѝ от 845 km ѝ отрежда 25-о място сред реките на Канада.

## Географска характеристика

### Извор, течение, устие
Река Копърмайн изтича от западния ъгъл на езерото Гра (396 м н.в.), разположено на североизток от Голямото Робско езеро в канадските Северозападни територии. Тече на северозапад, като преминава последователно през езерата Дестефани, Провидънс, Пойнт, Редрок и Рокнес. След като изтече от последното на 384 м н.в. реката се насочва на север, навлиза в територия Нунавут, пресича Северната полярна окръжност и се насочва на северозапад, като постепенно завива на север, след това на изток, а в най-долното си течение на североизток. В тези участъци Копърмайн преминава през редица теснини, бързеи и прагове – дефилето Роки и бързеите Сандстоун Рапидс, Мускокс Рапидс и Ескейп Рапидс. На 18,5 км преди устието си реката преминава през последното си препятствие – праговете Блъди Фолс (Кървав водопад), след което се влива с широк (1280 м) естуар в залива Коронейшън на Северния ледовит океан до селището Куглуктук (1302 жители, старо име Копърмайн).

### Водосборен басейн, притоци
Площта на водосборния басейн на реката е 50 800 km2. На югозапад водосборният басейн на Копърмайн граничи с водосборните басейни на множество реки, вливащи се в Голямото Робско и Голямото Мече езеро, от системата на река Маккензи, а на североизток – с водосборните басейни на реките Бърнсайд, Худ и други, вливащи се директно в Северния ледовит океан
Основните притоци на река Копърмайн са реките: Феъри Лейк (десен приток), изтичаща от езерото Напактулик и Хепбърн (ляв приток), изтичаща от езерото Дисмал.

### Хидроложки показатели
Многогодишният среден дебит на реката в устието ѝ е 262 m3/s. Максималният отток е през юни – 1022 m3/s, а минималният е през април – 79 m3/s. Подхранването на реката е предимно снегово. От октомври до април реката е скована от ледена покривка.

## Откриване и изследване на реката
Изворите на реката са открити в началото на юли 1771 г. от Самюъл Хиърн, служител на компанията „Хъдсън Бей“, търгуваща с ценни животински кожи, който се спуска по цялото ѝ течение и на 18 юли достига до устието ѝ в залива Коронейшън. Той назовава новооткритата от него река Копърмайн, тъй като по течението ѝ местните индианци са добивали медна руда.
от 23 юни до 21 юли 1821 г. известният английски полярен изследовател Джон Франклин повтаря плаването на Хиърн надолу по реката и ѝ извършва първото точно топографско заснемане и картиране.